# 曲枝假蓝
曲枝假蓝（学名：Strobilanthes dalziellii）是爵床科紫云菜属的植物。分布在中国大陆的海南、广东、云南、贵州、湖南、广西等地，生长于海拔1,000米至1,900米的地区，目前尚未由人工引种栽培。